# Charlie Karumi
Charles Karumi Maina (Nairobi, 17 de agosto de 1991) es un actor y presentador de radio y televisión keniano. Ha aparecido en varias obras de teatro, series de televisión y películas. Es más conocido por su papel de Tony en el drama keniata Jane & Abel y por presentar el programa de entretenimiento Arena 254 en K24.
Charlie nació en Nairobi, Kenia, y creció en Uthiru. Estudió en el instituto Alliance, donde nació su amor por el teatro a través del club de teatro del instituto.
Más tarde se matriculó en la Universidad de Strathmore para obtener un título en Tecnología de la Información Empresarial y acabó dando el pistoletazo de salida a su carrera como actor. Consiguió su primer papel como actor en la serie de televisión keniana Changes.
Desde entonces ha participado en otras películas, como Lies that Bind, Rush y Noose of Gold y Nairobi Half Life. Apareció en el cortometraje Watu Wote como Issa Osman, el cual recibió una nominación en la categoría de Mejor cortometraje en la 90.ª edición de los Premios Óscar.
En 2015, ganó el premio Kalasha al mejor actor de reparto por la comedia Fundi Mentals.